# ピポ・モチュール
ピポ・モチュール（PIPO Moteurs）とは、フランスのレースエンジンコンストラクター。ラリー、ラリークロス、ツーリングカー、スポーツカー耐久、ヒルクライムなど幅広いカテゴリでエンジンを開発している。
「Moteurs」はフランス語で「エンジン」の意味。海外のメディアでは「ピポ」と略して呼称されることが多い。

## 概要

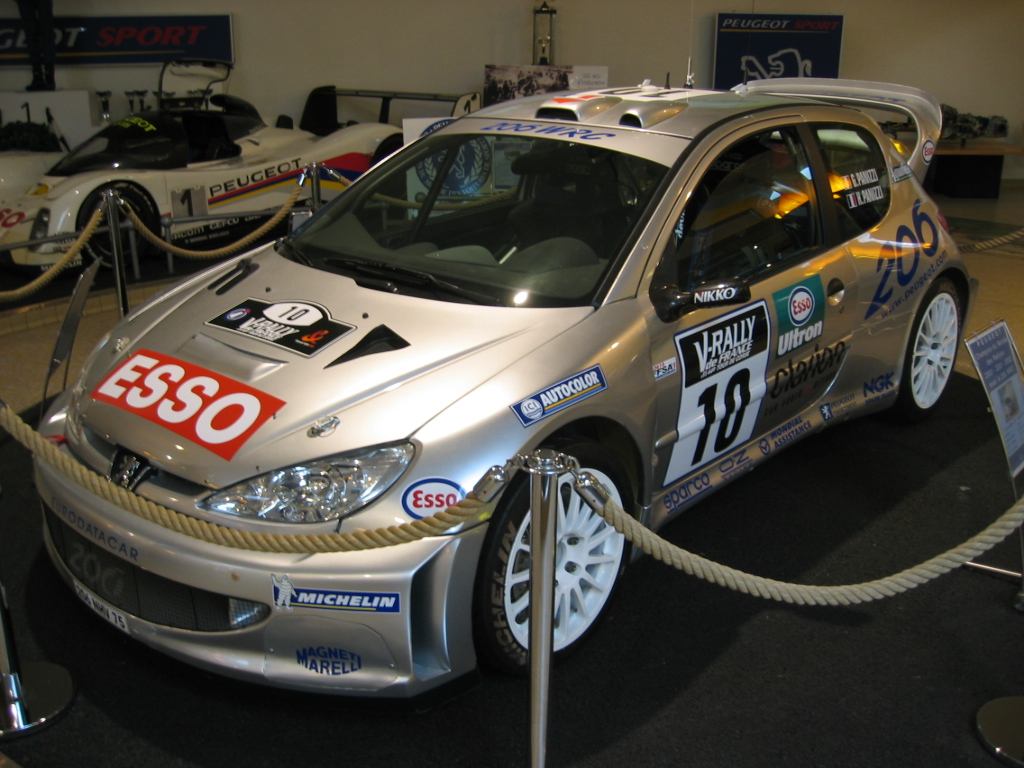
プジョー・206 WRC

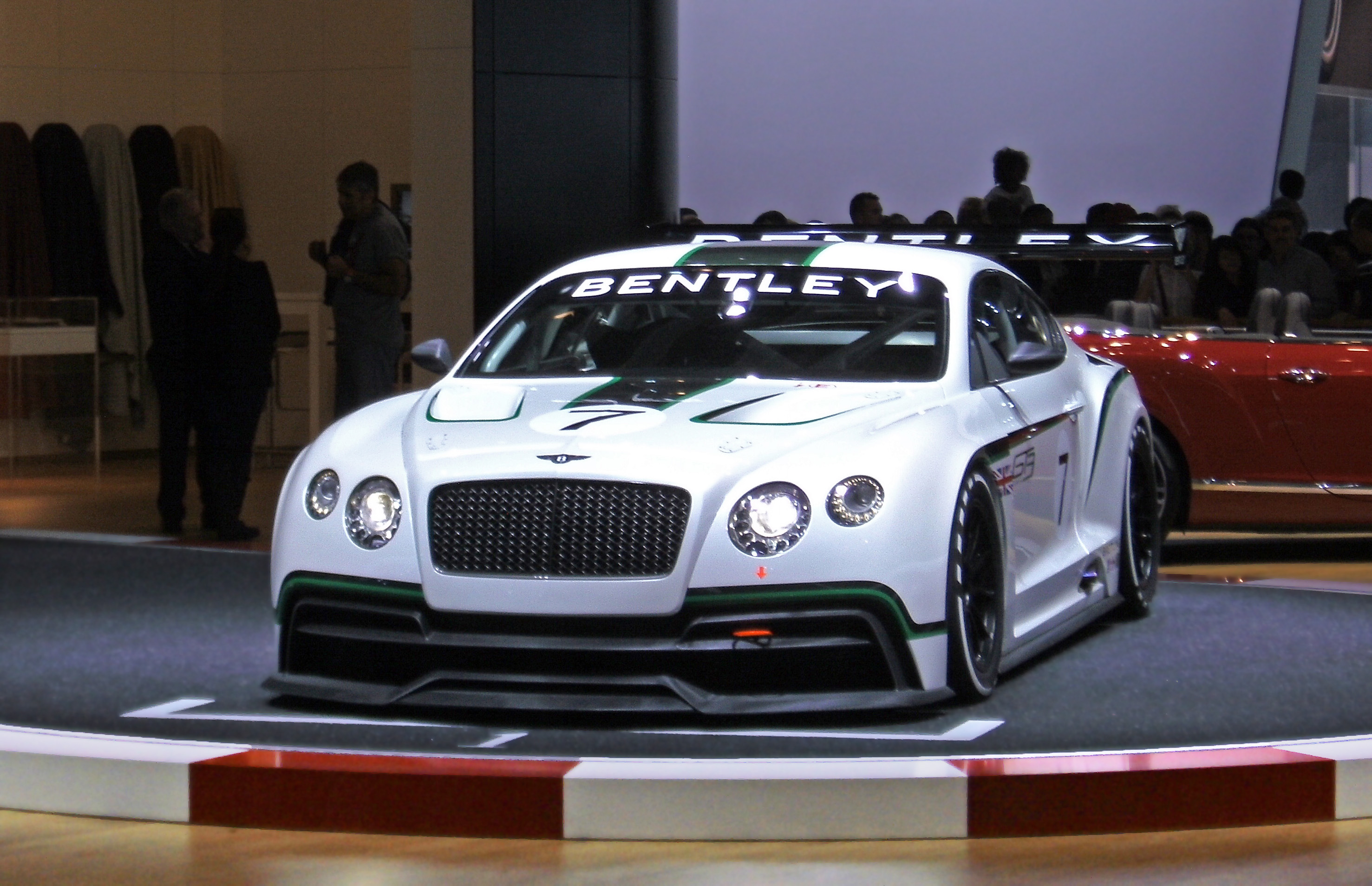
ベントレー・コンチネンタルGT3

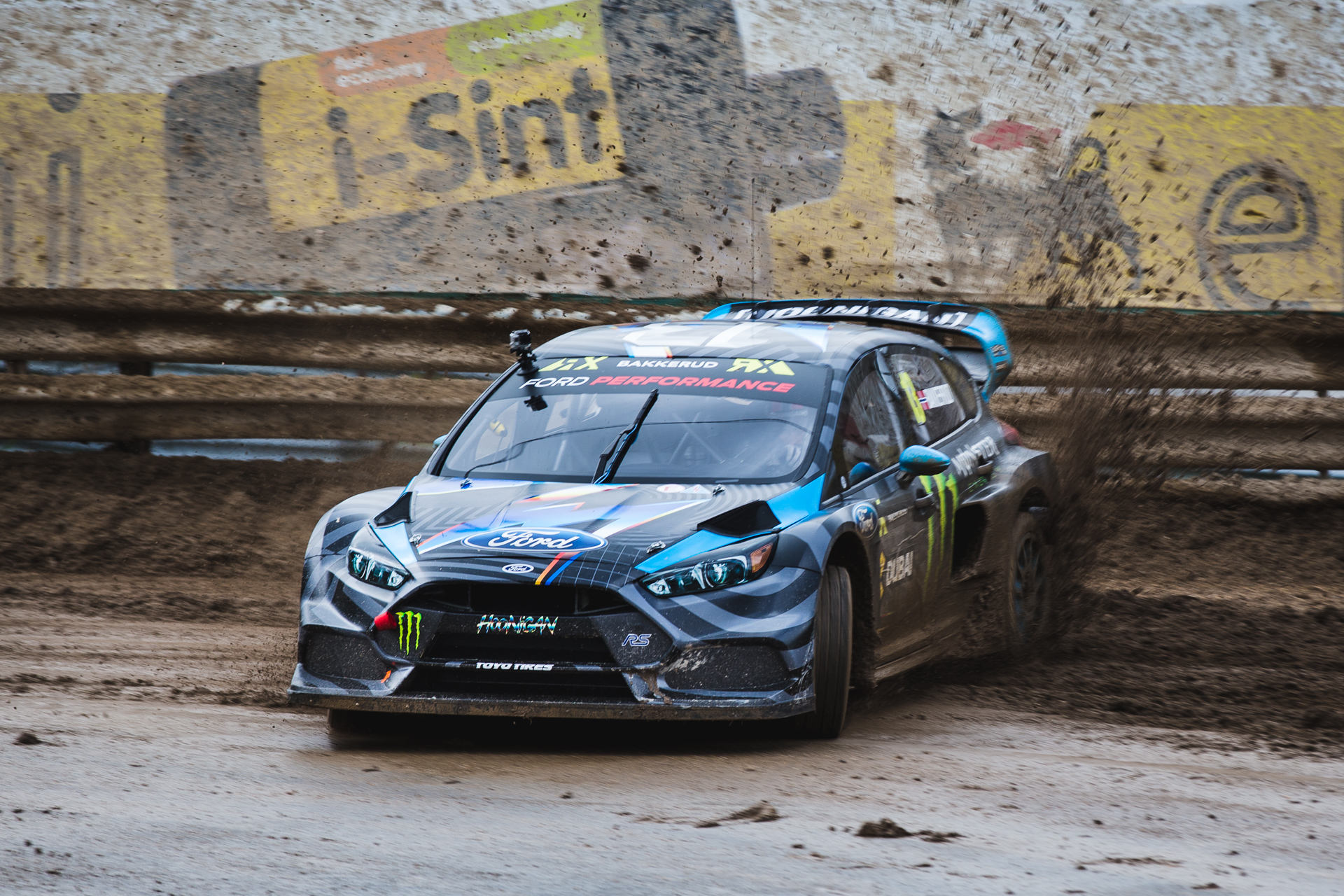
フォード・フィエスタRXフーニガン

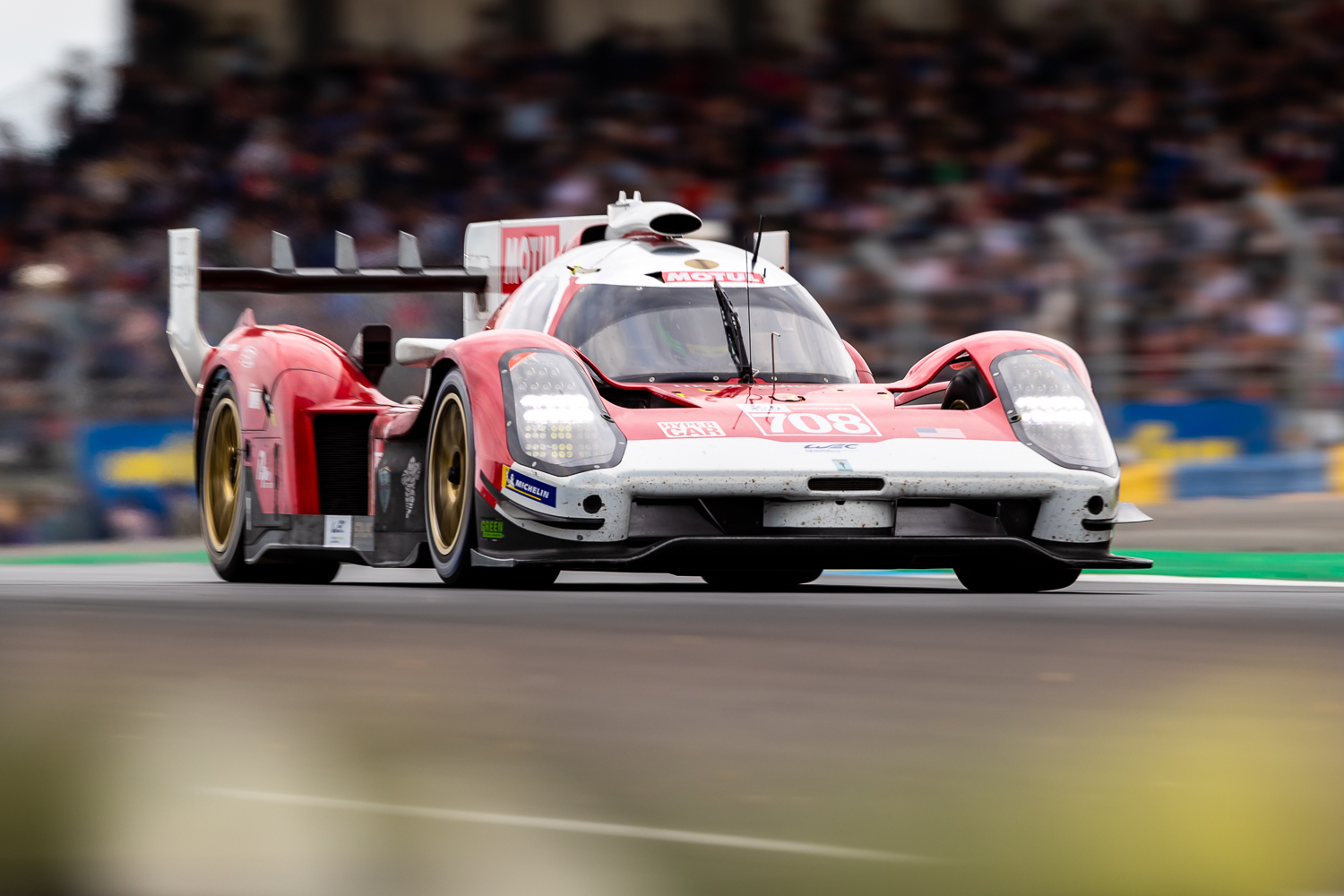
グリッケンハウス・007 LMH

1973年にドローム県のヴァランスに職人の小さな会社として設立された。当初は欧州F2選手権や欧州ヒルクライム選手権のエンジンメンテナンスを手掛けていた。オレカ、シュニッツァー、プロドライブなどの欧州の大手レーシングチームともこの頃関わりを持っていた時期があった。
1990年にアルデシュ県ギレルナールグランジ州へ本社を移転し、現在に至っている。
1994年にフランス・スーパーツーリング選手権用のプジョー・405のワークスマシンのエンジン開発を担当。これが1994、1996、1997年とチャンピオンを獲得したことでプジョーの信頼を獲得し、306 MaxiのF2キットカー、さらには206のWRカー用エンジンの開発も任されることになった。なお306 Maxiについては現在でもエンジンの供給を行っており、それゆえにフランス各地のラリーイベントで出走しているのを見ることができる。
206 WRCは高い戦闘力を発揮し、フル参戦初年度の2000年に世界ラリー選手権（WRC）でドライバーズ・コドライバーズ・マニュファクチャラーズの三冠を達成。以降も2001年マニュファクチャラーズ選手権を獲得、2002年に再び三冠を達成し、同社はラリーの世界で大きな名声を得た。また同時期、プジョーのスーパー1600/スーパー2000規定マシンのエンジンも開発している。
2003 - 2004年は天才セバスチャン・ローブ/ダニエル・エレナとシトロエンのコンビに圧倒され、加えてPSAの経営方針の転換もあり、プジョーは2005年末限りでのWRCからの撤退を発表した。同時期の307 WRCはシャシー性能は散々であったが、エンジンの評価は高く、2009年にペター・ソルベルグは「エンジンは今のWRカーに負けないほど力強い」と評していた。
プジョーと共にピポ・モチュールもラリー界から去ると思われたが、Mスポーツ代表のマルコム・ウィルソンの要請に応じ、プジョー撤退に先立ってBPフォードのエンジン開発を担当することになる。フォードとしては名門コスワースとの蜜月関係に終止符を打っての契約であったが、2006年〜2007年にシトロエンからマニュファクチャラーズタイトルを立て続けにもぎ取ることに成功した。しかしこれ以降はローブとシトロエンに圧倒され続け、タイトルから遠ざかることになる。この時期はスーパー2000規定のフォード・フィエスタ用2.0リッター自然吸気エンジンや、ケン・ブロックのラリークロスマシン「フィエスタRXフーニガン」のエンジンの開発・メンテナンスも行うなど、フォード車に深く関わっていた。
2013年からWRCではフォードに別れを告げ、ヒュンダイのWRカー用エンジンの開発を2016年まで担当。以降もi20 R5やi30 TCRなど同社のレーシングカーのエンジンを手掛けた。一方でMスポーツが開発したベントレー・コンチネンタルGT3用のV8ツインターボや、北米ではラリークロスに参戦するブライアン・ハータ・オートスポーツとチップ・ガナッシ・レーシングのフィエスタ用エンジンを開発するなど、Mスポーツやフォードとの関わりは続いた。
2014年、ペター・ソルベルグが世界ラリークロス選手権でドライブするシトロエン・DS3のエンジンを開発。ペターのドライブと合わせて高い戦闘力を発揮し、2014、2015年と選手権を連覇している。
2019年にはフォード製V8エンジンをダカール・ラリー用にチューニング。レベリオン・レーシングとジョイントした、ロマン・デュマのプライベートチームであるRDリミテッドのDXXバギーに搭載された。
2020年から始まったワンメイクマシンのラリークロス選手権である、『タイタンRX』の心臓部にもピポ・モチュールのエンジンが採用された。またアルゼンチンのスーパーTC2000の新ワンメイクエンジンもピポ・モチュール製が検討されていたが、こちらは最終的には見送られている。
2021年からFIA 世界耐久選手権（WEC）のル・マン・ハイパーカー（LMH）クラスに参戦する、グリッケンハウスのSCG 007の3.5リッターV8ツインターボもピポ・モチュール製で、同社のラリークロス用直列4気筒を合体して開発されている。グリッケンハウスが2023年限りでWECから撤退する一方で、2024年はヴァンウォール・ヴァンダーヴェル 680が同エンジンを採用する方針である（ただし、ヴァンヴォールは2024年のWECエントリーを却下されている）。
2021年10月に、将来ダカール・ラリーに参戦するための水素エンジンのプロトタイプを公開している。